# 하토야마 구니오

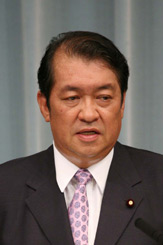
하토야마 구니오

하토야마 구니오(일본어: 鳩山邦夫, 1948년 9월 13일 ~ 2016년 6월 21일)는 일본의 정치인으로, 중의원 의원이다. 문부대신 (116대), 노동대신 (58대), 법무대신 (제79·80대), 총무대신 (10대), 내각부 특명담당대신 (지방분권 개혁), 민주당 부대표 등을 지냈다.